# Гамбург (корабль, 1841)
Radkorvette Hamburg — корвет Германской Конфедерации.
Корабль был построен в Бремене в 1841 году как колесный пароход для перевозки пассажиров и грузов.
С началом Шлезвиг-Гольштейнской войны в 1848 году началось формирование немецкого флота, способного дать отпор Дании. 23 июня 1848 года Ганзейская судоходная компания продала корабль Депутации судоходства и портов для создания Гамбургской флотилии. Уже 15 октября 1848 года «Гамбург» был передан германскому императорскому флоту и принят на вооружение 15 декабря 1848 года.
4 июня 1849 года он принял участие в своём единственном морском сражении у Гельголанда под чёрно-красно-золотым флагом.
После распада имперского флота в 1852 году, 12 декабря «Гамбург» был продан компании General Steam Navigation Co Ltd в Лондоне и с марта 1853 года плавал как торговое судно «Дания», пока не был списан в июле 1859 года.
Данные (как колесный корвет):
- Длина: 53,34 м
- Ширина: по корпусу: 6,9 м, по колесным аркам: 12,1 м.
- Осадка: 2,9 — 3,4 м
- Водоизмещение: 390 т
- Привод: 2 котла, две паровые машины по 700 л. с., бортовые колеса; также плывет
- Скорость: 8 узлов (под паром)
- Экипаж: 100—120 человек
- Вооружение: 1 × 56-фунтовые, 1 × 32-фунтовые, 2 × 18-фунтовые бомбовые орудия